# Cajamarcamyrpitta
Cajamarcamyrpitta (Grallaria cajamarcae) är en nyligen urskild fågelart i familjen myrpittor inom ordningen tättingar.

## Utbredning och systematik
Arten förekommer i Sydamerika, i nordvästra Peru i Piura, Cajamarca och and Lambayeque väster om Río Huancabamba och övre Río Marañón. Den behandlas traditionellt som en underart till Grallaria rufula, men urskiljs sedan 2021 som egen art baserat på studier.

## Status
IUCN erkänner den ännu inte som art, varför dess hotstatus formellt inte fastställts.